# Uncharted: The Lost Legacy
Uncharted: The Lost Legacy is een actie-avontuur computerspel ontwikkeld door Naughty Dog en gepubliceerd door Sony Interactive Entertainment. Het werd uitgegeven in augustus 2017 voor de PlayStation 4, als een alleenstaande uitbreiding op de Uncharted-serie.

## Verhaal
Schattenjaagster Chloe Frazer (Claudia Black) zoekt in India naar de legendarische slagtand van Ganesh, de zoon van de Hindoegod Shiva, die zijn slagtand verloor tijdens het verdedigen van zijn vaders tempel. Chloe's eigen vader is vermoord door rovers toen hij zocht naar de slagtand. Chloe glipt voorbij opstandelingen voor een ontmoeting met huurling Nadine Ross (Laura Bailey). Ze sluipen het kantoor binnen van de leider van de opstandelingen, Asav (Usman Ally), een oude kennis van Nadine, die de slagtand wil gebruiken om India een burgeroorlog te laten voeren. Chloe en Nadine stelen een kaart die ze richting de slagtand leidt in het Hoysala imperium en ook stelen ze een schijf die dienstdoet als sleutel.
Chloe en Nadine volgen in de Indiase West-Ghats het spoor van verschillende gebouwen met Hindoestaanse wapens: de drietand van Ganesh, de boog van Shiva en de bijl van Parashurama, die zijn bijl gebruikte om de tand af te hakken. Het spoor leidt ze naar een van de twee hoofdsteden van Hoysala, Halebidu, wiens laatste keizer was overwonnen door de Perziërs puur uit ijdelheid. Ze komen erachter dat de keizer ze op een dwaalspoor heeft gezet: de tand bevindt zich in Belur, de oudere hoofdstad. Onderweg daarnaartoe schudden ze Asav's mannen af, maar raken ze wel de schijf kwijt. Nadine bespioneert Asav's manschappen en spot dan haar vroegere vijand Samuel Drake (Troy Baker); ze komt tot de conclusie dat hij Asav's deskundige is. Wanneer ze aankondigt dat ze Sam wil vermoorden vanwege hun eerdere aanvaring in Libertalia, onthult Chloe dat ze met hem samenwerkte voordat hij ontvoerd werd. Een woedende Nadine voelt zich verraden en laat Chloe aanvankelijk in de steek, maar later leggen ze het weer bij.
Ze lossen enkele raadsels op in Belur alvorens ze gevangen worden genomen door Asav, die erachter is gekomen dat Sam helemaal geen deskundige is en hen telkens misleidt. Asav dwingt Chloe om de schijf te gebruiken die de tand onthult. Tijdens het oplossen van het raadsel ontdekt ze dat Ganesh Parashurama toestond om zijn tand af te hakken, omdat Ganesh de bijl van Shiva heeft gekregen en hij zijn vaders vertrouwen niet wilde beschamen door zijn gift als nutteloos te bestempelen. Asav lokt Chloe, Nadine en Sam in de val en laat hen achter in de kamer die overstroomt. Chloe bevrijdt ze allemaal door hun handboeien los te maken en ze ontsnappen. Ondanks de spanningen tussen Nadine en Sam is het drietal vastberaden om de tand te heroveren van Asav. Nadine is razend als ze uitvindt dat Asav samenwerkt met Shoreline, de huurlingenorganisatie waar ze eigenares van was en waarvan ze werd verdreven.
Asav heeft een ruildeal gesloten met Orca (Gideon Emery), de voormalige luitenant van Nadine, die nu eigenaar is van Shoreline. Chloe, Nadine en Sam halen Orca's helikopter neer en ontdekken dat Asav de tand heeft geruild tegen een bom die hij in de hoofdstad wil laten ontploffen om zo de burgeroorlog te laten beginnen. Orca richt zijn pistool op Nadine, maar Sam redt haar en geeft haar de kans om Orca uit te schakelen. Het drietal achtervolgt in een jeep de trein waarin de bom zich bevindt. De vrouwen enteren de trein en vechten zich voorbij Asav's mannen. Chloe en Sam veranderen het spoor, zodat de trein niet naar de stad gaat. Chloe en Nadine gaan het duel aan met Asav, wiens been vast komt te zitten onder de bom. Ze verlaten de trein voordat deze van een ingestorte brug afdondert en explodeert, waarbij Asav gedood wordt. Chloe en Nadine besluiten dat ze vaker moeten samenwerken en Sam reageert verschrikt als hij hoort dat Chloe en Nadine de waardevolle tand willen doneren aan het ministerie van Cultuur.

## Ontwikkeling
De ontwikkeling van The Lost Legacy begon direct na de uitgave van het spel Uncharted 4: A Thief's End in mei 2016. Chloe werd het hoofdkarakter voor het spel. Actrices Claudia Black en Laura Bailey speelden een rol als stemacteur en via motion capture.
Het spel bouwt verder op gameplay in voorgaande spellen in de Uncharted-serie met een groter open einde. The Lost Legacy werd goed ontvangen in recensies die de gameplay en het grafische gedeelte prezen. Kritiek was er op het ontbreken van innovatie.

## Ontvangst
| \| Recensiescore \| Recensiescore \| \| Recensieverzamelaar \| Score \| \| ------------------- \| ------------- \| \| GameRankings \| 85,46%[2] \| \| Metacritic \| 84/100[3] \| \| Publicist \| Score \| \| Gamer.nl \| 7/10[4] \| \| InsideGamer \| 8,5/10[5] \| \| Power Unlimited \| 90/100[6] \| |        |
| Recensiescore |        |
| Recensieverzamelaar | Score  |
| GameRankings | 85,46% |
| Metacritic | 84/100 |
| Publicist | Score  |
| Gamer.nl | 7/10   |
| InsideGamer | 8,5/10 |
| Power Unlimited | 90/100 |